# Броненосные крейсера типа «Монкальм»
Броненосные крейсера типа «Монкальм» (Проект 1898 г.) — первая серия «больших» океанских крейсеров французского флота конца XIX века. Строились одновременно с крейсерами типа «Дюпле». Всего построено 3 единицы: «Монкальм» (Montcalm), «Гюдон» (Gueydon), «Дюпти-Туар» (Dupetit-Thouars). Дальнейшим развитием этих крейсеров стали корабли типа «Глуар».

## История
Первый французский экспериментальный «большой» океанский броненосный крейсер, «Жанна Д’Арк», несмотря на свои значительные преимущества, был все же не лишен недостатков. Главным из них французские кораблестроители считали недостаточное вооружение, ослабленное даже по сравнению с предыдущими французскими броненосными крейсерами. Критики проекта указывали, что большая батарея скорострельных орудий среднего калибра не позволяет эффективно вести бой на дальней дистанции и реализовать тем самым все преимущества бронирования корабля. Также отмечалась неудовлетворительная маневренность крейсера.
Учтя опыт, полученный при строительстве «Жанны Д’Арк», французский флот разработал усовершенствованный серийный проект океанского броненосного крейсера. На нём было решено исправить отмеченную выше слабость вооружения, сохранив основные достоинства проекта — мощную защиту и отличную мореходность. Три броненосных крейсера нового типа были заказаны в 1898 году.

## Проектирование и постройка
| Название     | заложен          | спущен на воду       | введен в строй |
| ------------ | ---------------- | -------------------- | -------------- |
| «Монкальм»   | апрель 1898 года | 27 марта 1900 года   | 1902 год       |
| «Гюдон»      | август 1898 года | 20 октября 1899 года | 1903 год       |
| «Дюпти-Туар» | апрель 1899 года | 5 июля 1901 года     | 1905 год       |

## Конструкция

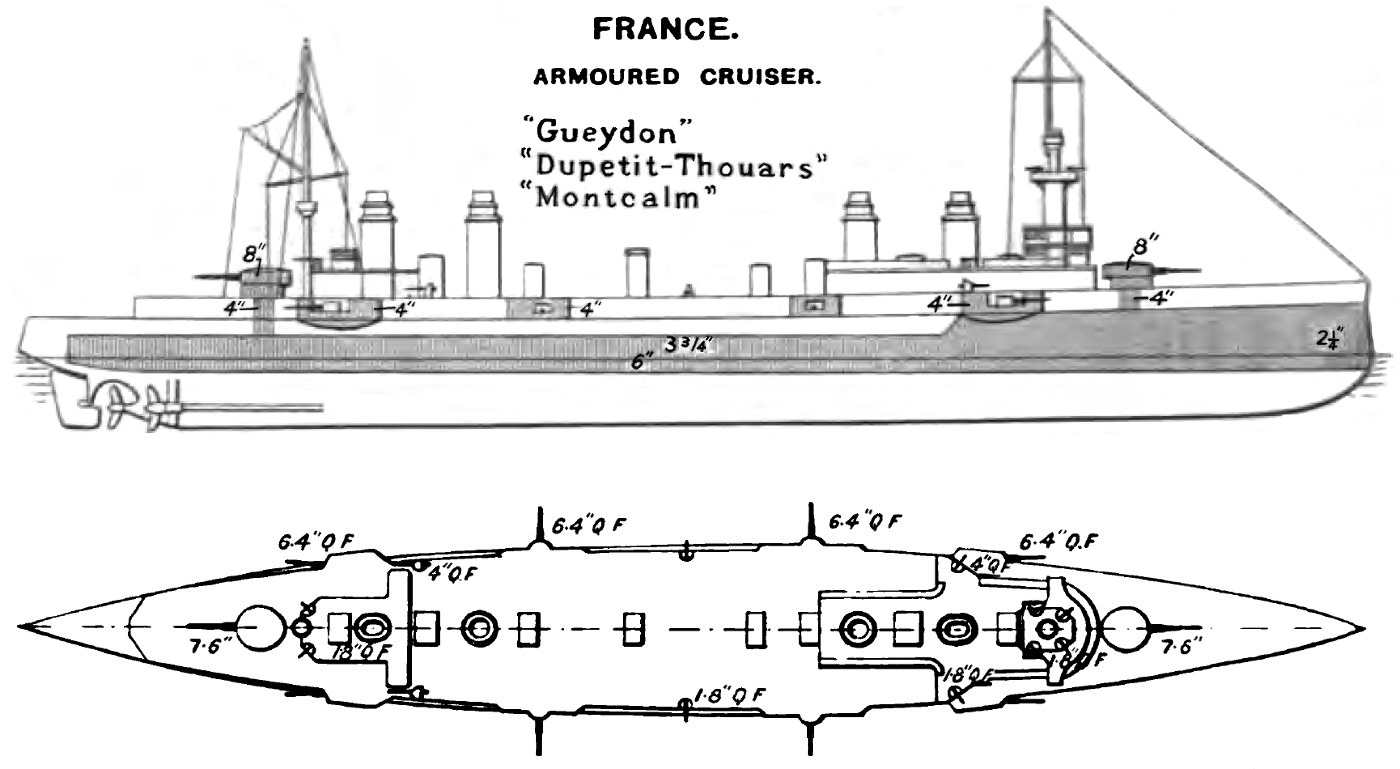
Броненосный крейсера типа «Монкальм». Схема бронирования и размещения вооружения.

В целом, крейсера типа «Монкальм» представляли несколько уменьшенную в размерах версию «Жанны Д’Арк». Их полное водоизмещение не превышало 9500 тонн; длина их была 138 метров (на 2 метра короче предшественника), ширина — 19,4 метра, и осадка — 7,67 метра. Они имели аналогичную конструкцию корпуса, с слабо наклоненным форштевнем и гладкими палубами, но в отличие от «Жанны Д’Арк», полубак «Монкальмов» тянулся почти на всю длину корпуса, завершаясь позади кормовой башни.
В носовой части крейсеров имелась прямоугольная надстройка, на которой возвышалась носовая боевая мачта с двумя большими марсами. В корме располагалась легкая сигнальная мачта. Крейсера имели четыре трубы, сгруппированные попарно, и многочисленные вентиляторы между трубами.

### Вооружение
Главный калибр аналогичен «Жанне Д’Арк» и состоял из двух 194-мм 40-калиберных орудий образца 1896 года в одноорудийных башнях в оконечностях.
Средней калибр состоял из восьми 163-мм 45-калиберных пушек образца 1893 года, вспомогательный из четырёх 100-мм орудий.
Более мощные 163-мм скорострельные пушки были установлены по четыре с каждого борта, в броневых казематах на верхней палубе. Легкие 100-мм орудия установили в щитовых установках по две с каждого борта на палубе полубака. Такая комбинация двух калибров создавала некоторые проблемы с управлением огнём — впрочем, малоактуальные на дистанциях боя того времени — но взамен позволяла комбинировать тяжелый снаряд 163-мм пушек с высокой скорострельностью 100-мм орудий.
Противоминное вооружение состояло из шестнадцати 47-мм орудий Гочкисса, расположенных на палубе полубака и на верхней палубе в корме, и четырёх 37-миллиметровых пятиствольных револьверных орудий Гочкисса, установленных на нижнем открытом марсе носовой мачты.
Корабли имели торпедное вооружение в виде двух 450-мм торпедных аппаратов, установленных в центре корпуса под водой перпендикулярно направлению движения. Также крейсера имели небольшой таран.

### Броневая защита
Броневая защита повторяла схему, испытанную на «Жанне Д’Арк». Крейсера типа «Монкальм» имели главный пояс из гарвеированной броневой стали, проходящий по ватерлинии от форштевня, и замыкающийся траверзной броневой переборкой в корме. Его толщина в центре корпуса составляла 150 миллиметров; в оконечностях его толщина уменьшалась до 100 миллиметров, и к нижней кромке пояс утоньшался до 80 миллиметров. Главный пояс уходил на 1,5 метра под воду, и по высоте достигал уровня главной палубы.
Над главным поясом был смонтирован верхний, толщиной в 120 миллиметров в средней части и 40 миллиметров в оконечностях. В носовой части корабля, верхний пояс поднимался до уровня палубы полубака, защищая всю носовую оконечность.
Броневая палуба была выпуклой формы, её центральная часть имела толщину 40 миллиметров, на скосах утолщаясь до 65 миллиметров. Она проходила на уровне главной палубы, опираясь краями на нижнюю кромку главного пояса. Над ней имелась 20-мм плоская «взводящая» палуба, призванная заставлять взрыватели пробивающих её снарядов срабатывать до того, как они ударят в главную палубу; пространство между палубами использовалось для запасения угля.
Броневые башни 194-мм орудий крейсера были усилены по сравнению с «Жанной Д’Арк»; толщина их плит достигла 200 миллиметров. Башни французской конструкции не имели подбашенных отделений — все механизмы вращения располагались в самой башне — и поэтому вниз от башен шли только колодцы подачи боеприпасов, защищенные 50 миллиметровыми плитами. Вспомогательные 163-мм орудия стояли в казематах, защищенных 120 миллиметровыми плитами, и 100-мм орудия имели броневые щиты.

### Силовая установка
Крейсера типа «Монкальм» были трехвинтовыми; три вертикальные паровые машины тройного расширения обеспечивали общую мощность около 19500-22000 л. с. При этом, все крейсера различались по используемым котлам; «Дюпети-Труэ» был оснащен 28 котлами Белльвиля, «Гуидон» — 28 котлами Никлосса, и «Монкальм» — 20 котлами Норманд-Сигоди. Наиболее эффективной оказалась силовая установка «Дюпети-Труэ»; на пробе крейсер развил мощность в 22000 л. с. и достиг скорости в 22 узла, в то время как «Гуидон» и «Монкальм» не превысили 19500 л. с. и 20,7 узлов соответственно. Дальность плавания достигла 10000 километров экономичным ходом. Крейсера продемонстрировали лучшую маневренность, чем предшественник, и диаметр циркуляции на полном ходу не более 1000 м.

## Оценка проекта
Крейсера типа «Монкальм» стали первыми серийными крупными броненосными крейсерами во французском флоте, и основоположниками последующих серий французских броненосных крейсеров. В определённом смысле, они сыграли в развитии французских броненосных крейсеров ту же роль, какую броненосцы типа «Маджестик» сыграли в развитии британских линейных кораблей. При заметно меньшем, чем у «Жанны», водоизмещении и цене, они не уступал ей по совокупности тактико-технических характеристик.